# Life Goes On
«Life Goes On» — п'ятий сингл американського репера Тупака Шакура з його четвертого студійного альбому All Eyez on Me. Є присвятою померлому другу Kato. Виконавець також говорить про власну смерть і похорон.
«Life Goes On» потрапила до Greatest Hits (1998). Ремікс увійшов до Nu-Mixx Klazzics (2003).
Bizzy Bone записав триб'ют Тупаку «Life Goes On». Пісню записано для Heaven'z Movie, однак зрештою вона не потрапила до платівки.

## Список пісень
1. «Life Goes On» (Radio Edit)
2. «Life Goes On» (Clean LP Version)